# Temparena
Temparena is een geslacht van zeekomkommers uit de familie Sclerodactylidae.

## Soorten
- Temparena chuni (Ludwig & Heding, 1935)